# Świnia samotna
Świnia samotna (Sus oliveri) – gatunek lądowego ssaka z rodziny świniowatych. Występuje wyłącznie na filipińskiej wyspie Mindoro. Świnia samotna była uważana za podgatunek świni filipińskiej, jednak badania wykazały, że różni się od niej zarówno morfologicznie, jak i genetycznie.
Gatunek został opisany na podstawie czterech czaszek i jednej spreparowanej głowy, zebranych w 1993 roku, które aktualnie znajdują się w Muzeum Historii Naturalnej w Chicago.

## Występowanie
Gatunek ten żyje wyłącznie na wyspie Mindoro.
Dawniej świnię samotną obserwowano w lasach i w innych typach siedlisk, od poziomu morza po wyżej położone tereny. Obecnie występuje głównie na wysokościach powyżej 800 m n.p.m. Obserwacje sugerują, że gatunek ten żyje często na obszarach, gdzie rdzenna ludność wyspy prowadzi tradycyjne sposoby uprawy roli, takie jak gospodarka żarowa.

## Tryb życia
Bardzo niewiele wiadomo o ekologii świni samotnej. Przypuszcza się, że gatunek ten odżywia się różnorodnym pokarmem roślinnym i zwierzęcym, takim jak bulwy, opadłe owoce i bezkręgowce – podobnie jak blisko z nim spokrewniona świnia filipińska.
Brak jest informacji o biologii rozrodu, preferencjach siedliskowych, zasięgu terytorialnym i zachowaniu.

## Status zagrożenia
Nieznana jest wielkość populacji. Populacja jest rozdzielona na mniejsze grupy, a jej liczebność najprawdopodobniej spada. Mieszkańcy wyspy uważają zwierzę za pospolite, jednak obserwowane jest rzadziej niż w przeszłości.
Świnia samotna jest tradycyjnym obiektem polowań rdzennej ludności wyspy.